# A Modern Twain Story: The Prince and the Pauper
A Modern Twain Story: The Prince and the Pauper (título BR: Uma Moderna História de Twain: O Príncipe e o Mendigo), também chamado de The Prince and the Pauper: The Movie é um filme de 2007 baseado no livro de Mark Twain The Prince and the Pauper. O filme é dirigido por James Quattrochi e a produção é da Oak Films. Nos EUA, o filme estreou dia 15 de setembro de 2007 e no Brasil dia 31 de janeiro de 2009.

## Sinopse
Eddie Tudor (Cole Sprouse) é um famoso astro de TV que está rodando a terceira continuação do seu filme. Já Tom Canty (Dylan Sprouse) é um órfão que mora com o avô e que sonha em ser ator. Um dia Tom entra escondido no set onde está sendo filmado o filme de Eddie e os dois decidem trocar de lugar. As coisas se complicam quando a equipe de gravação do filme deixa Palm Beach e vai para Miami, então Eddie e Tom tem que dar um jeito de destrocar o mais rápido possível.

## Elenco
- Dylan Sprouse — Tom Canty
- Cole Sprouse — Eddie Tudor
- Kay Panabaker — Elizabeth
- Vincent Spano — Milles
- Ed Lauter — Pop
- Dedee Pfeiffer — mãe de Eddie
- Sally Kellerman — Jerry
- Charlie Stewart — Junior